# Laclubar (Verwaltungsamt)
| \| \| |
|       |

|  |

Laclubar ist ein osttimoresisches Verwaltungsamt (portugiesisch Posto Administrativo) in der Gemeinde Manatuto. Der Sitz der Verwaltung befindet sich im Suco Orlalan im Ort Laclubar.

## Geographie

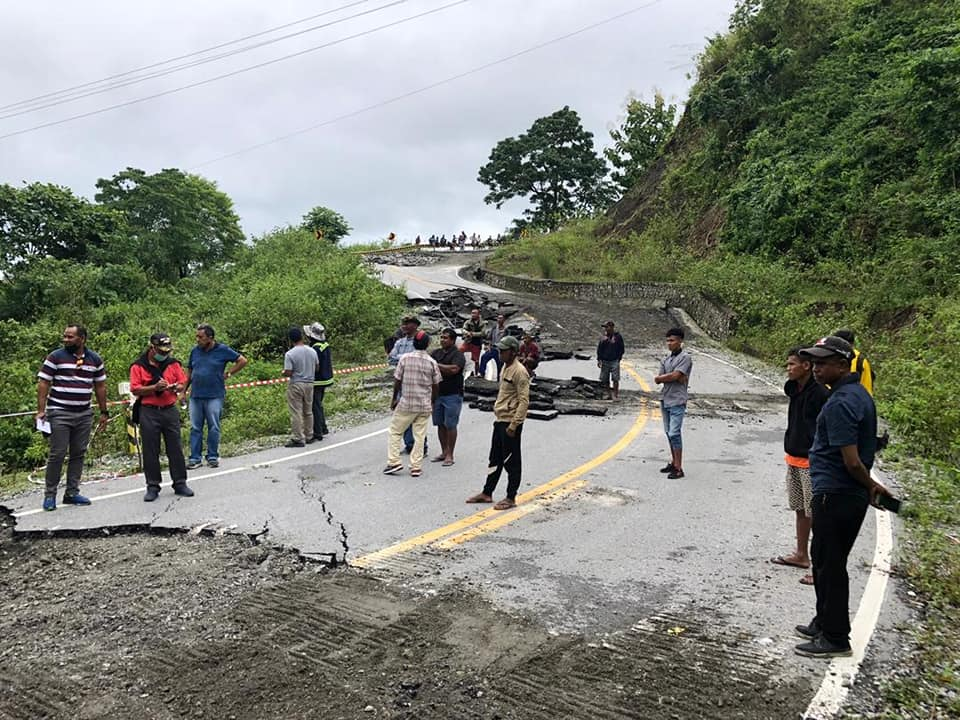
Die Straße von Manatuto nach Natarbora bei Laclubar nach starken Regenfällen (2020)

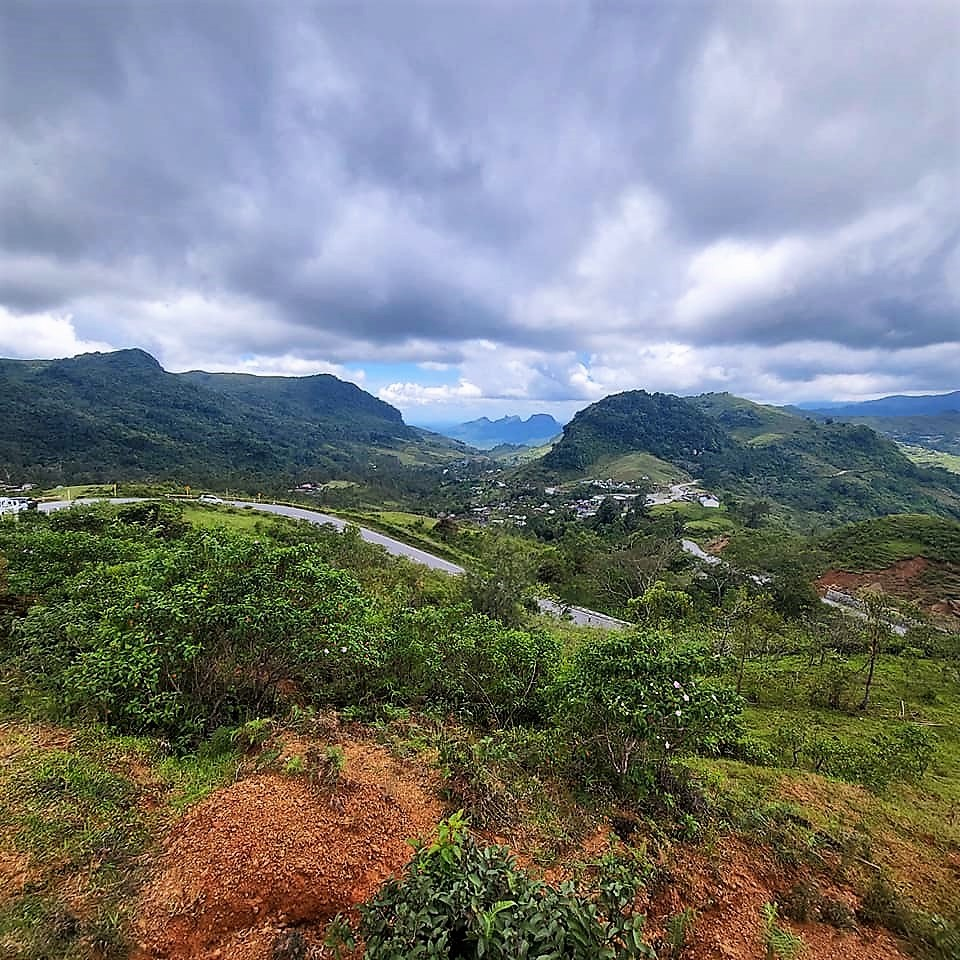
Der Ort Rulalan im Suco Orlalan

Bis 2014 wurden die Verwaltungsämter noch als Subdistrikte bezeichnet.
Das Verwaltungsamt Laclubar liegt im Zentrum von Osttimor und im Westen der Gemeinde Manatuto. Nördlich befindet sich das Verwaltungsamt Laclo, östlich die Verwaltungsämter Manatuto und Barique und südlich das Verwaltungsamt Verwaltungsamt. Im Westen grenzt Laclubar an die Gemeinden Aileu und Manufahi. Laclubar hat eine Fläche von 399,79 km² und teilt sich in die sechs Sucos: Batara, Fatumaquerec (Fatumakerek), Funar, Manelima, Orlalan und Sananain (Sanana’in).
Der Hatobutaban und der Aimaleum entspringen im Nordwesten Laclubars und fließen in den Nördlichen Laclo. Auch Mahonay, Carcos und Lacos, die im Nordwesten entspringen gehören zu dessen Flusssystem. Der Buarahum (später Buarahuin)  fließt nach Südosten ab als Teil des Sáhen. Der Werhaumalak mündet im Südwesten zunächst in den Clere, der zum System des Clerec gehört.
Aktive Vulkane gibt es laut modernen Quellen auf Timor nicht mehr. Allerdings berichtet Arthur Wichmann Ende des 19. Jahrhunderts von einem Vulkan bei Laclubar, bei dem aber von keinen Ausbrüche berichtet wird. Dieser hatte demnach fünf größere Krater mit einem Durchmesser von etwa 16 Metern und einige kleinere, aus denen „bituminöse“ Stoffe quellten.

Klimadaten
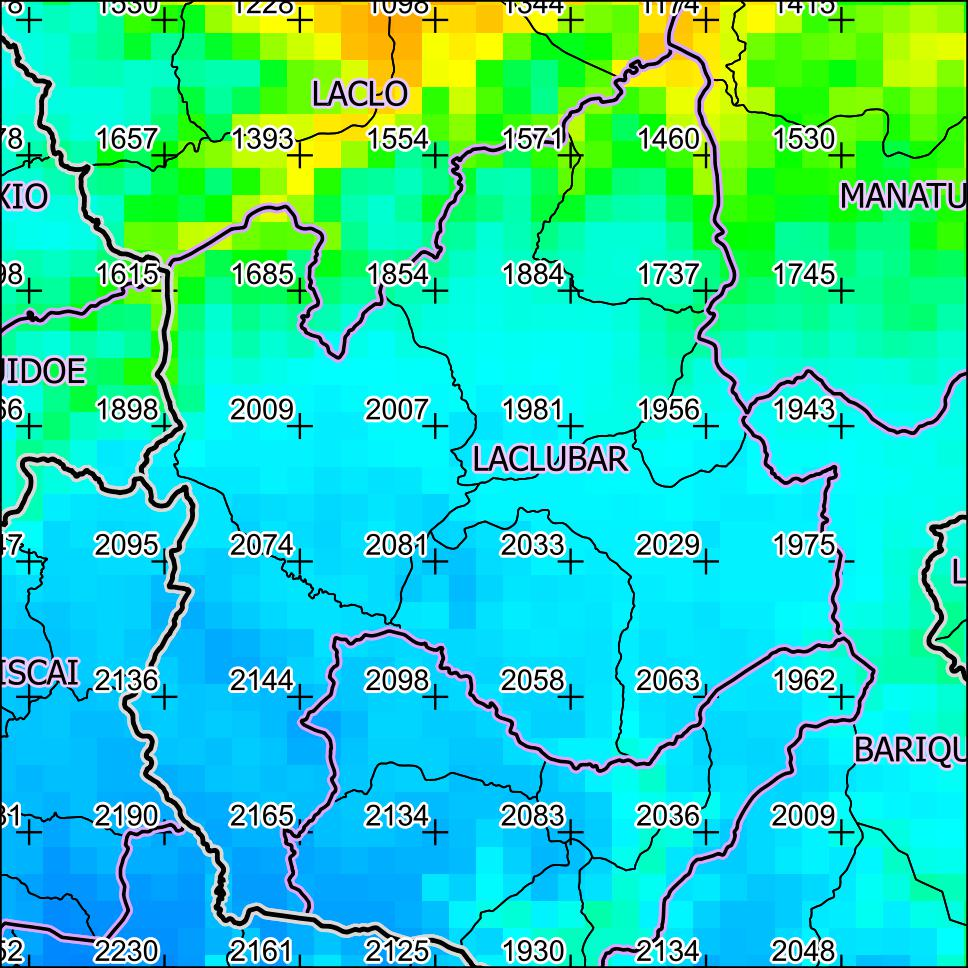
Jährliche Niederschlagsmenge (2000)
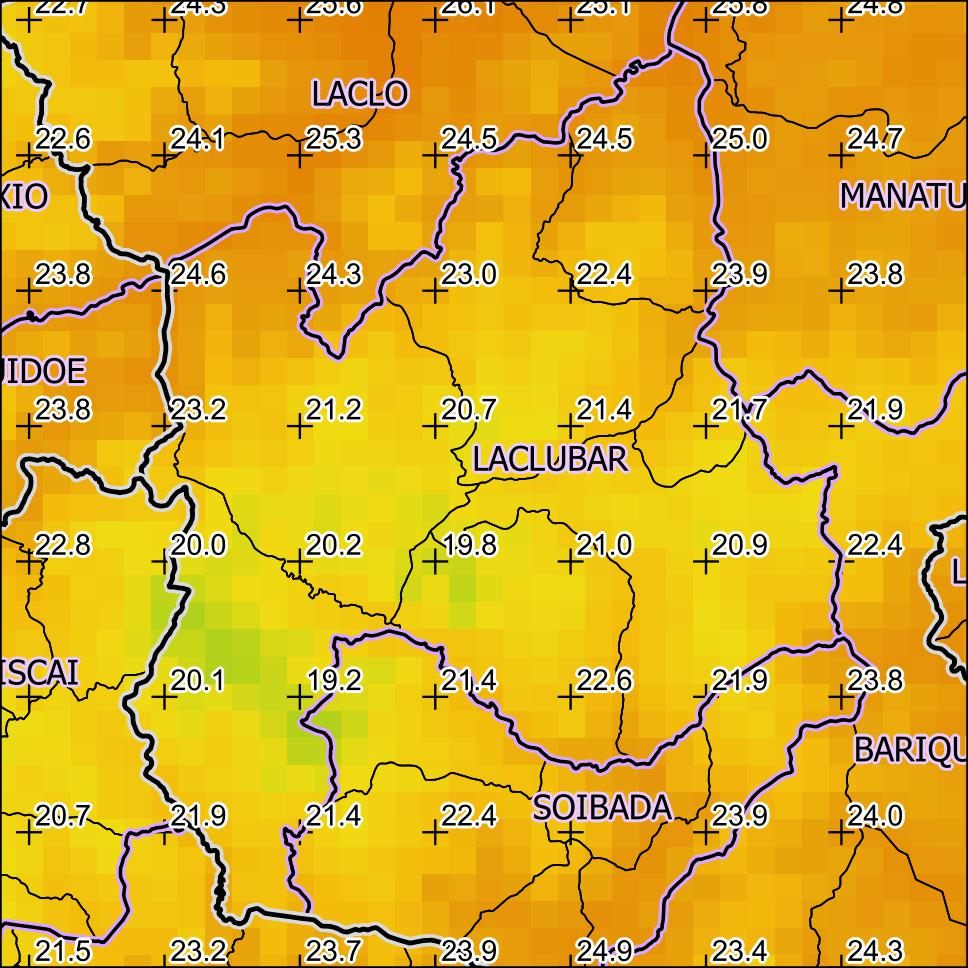
Jahresdurchschnitts-temperatur (2000)

## Einwohner

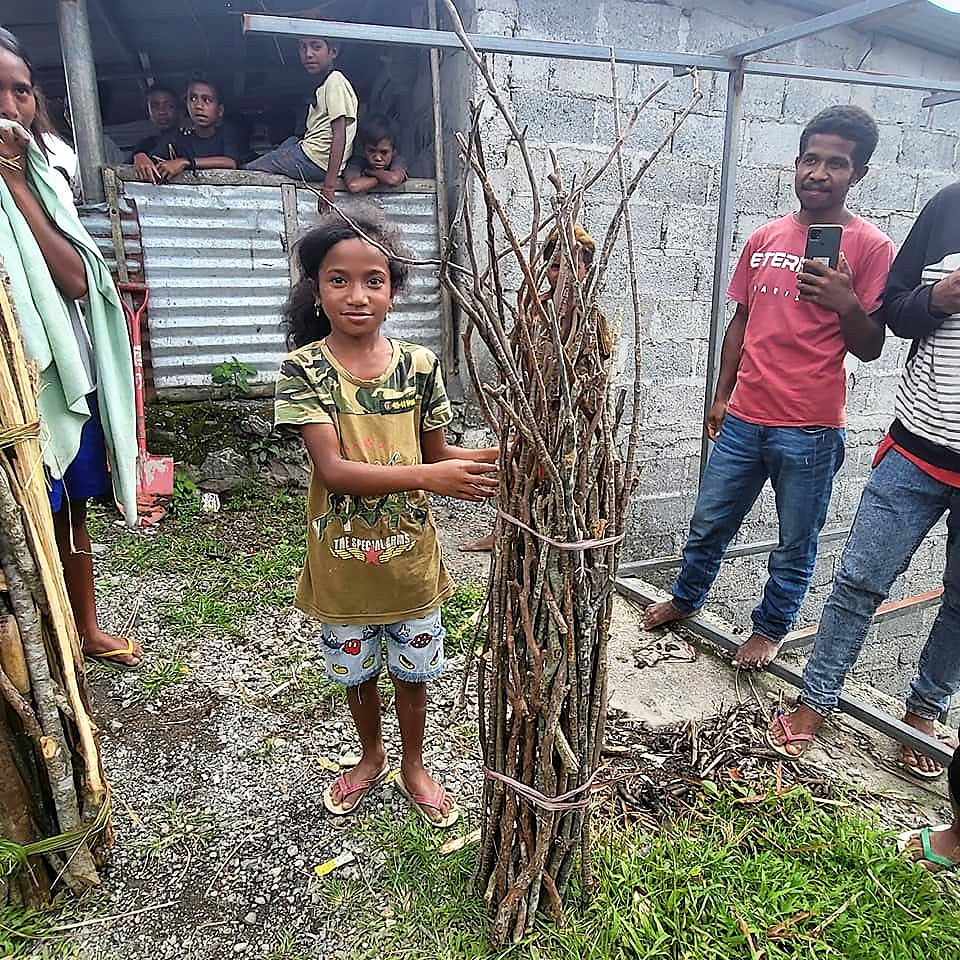
Mädchen in Le'i beim Feuerholz sammeln (2023)

In Laclubar leben 12.173 Menschen (2022), davon sind 6.110 Männer und 6.063 Frauen. Im Verwaltungsamt gibt es 1.948 Haushalte. Die größte Sprachgruppe bilden die Sprecher des Dialekts Idaté um Laclubar. Eine weitere große Gruppe bilden die Sprecher des Dialekts Lakalei im Westteil um Fahinehan. Beide Dialekte werden zur Sprachgruppe Idalaka gezählt, die als Nationalsprache in Osttimor anerkannt ist. Der Altersdurchschnitt der Bevölkerung beträgt 17,8 Jahre (2010, 2004: 18,5 Jahre).

## Geschichte
Laclubar war eines der traditionellen Reiche Timors, die von einem Liurai regiert wurden. Nach lokalen Überlieferungen war es lange Zeit dem Reich von Samoro untergeordnet. Der Legende nach soll es dem späteren Liurai Dom Geraldo mit Hilfe der magischen Kräfte des Landes gelungen sein, Laclubar in die Unabhängigkeit vom Nachbarreich zu führen. Laclubar wird daher noch immer von einigen Leuten „Klein-Samoro“ (tetum Samoro kiik) genannt.
In historischen Aufzeichnungen erscheint Laclubar erstmals auf der Liste von Afonso de Castro, einem ehemaligen Gouverneur von Portugiesisch-Timor, der im Jahre 1868 47 Reiche aufführte. Gouverneur José Celestino da Silva nennt Laclubar 1896 als eines der Reiche, das nicht einem anderen untergeordnet ist.
1878 suchte im Krieg von Laleia der aufständische Liurai Manuel dos Remédios Zuflucht bei seinen Verbündeten in Laclubar und baute in den Bergen zwischen Laclubar und Tequinaumata sich einen befestigten Stützpunkt auf, von wo er Angriffe auf die Portugiesen und deren Verbündete durchführte. Es kam zu Gefechten in Vemasse, Ossuquelli und Bucoli. Die Portugiesen mussten dabei herbe Rückschläge hinnehmen. Erst als der Dampfer D. João I. mit Nachschub und zusätzlichen Soldaten (darunter afrikanische Truppen), mussten die Timoresen unter Remédios sich wieder nach Laclubar zurückziehen. Im Juni 1879 fiel Gouverneur Hugo Goodair de Lacerda Castelo Branco (1878–1880) mit seinen Truppen im Reich von Laclubar ein. Die Stützpunkte der Rebellen wurden zwischen dem 18. und 20. Juni mit Geschützen komplett zerstört. Der Liurai von Laclubar und zwölf seiner Adligen wurden gefangen genommen und für die Unterstützung Remédios bestraft. Remédios entkam und ergab sich erst 1880. Von diesem Feldzug stammen wahrscheinlich 35 Schädel, die als anthropologische Exponate nach Portugal in die Fakultät für Biowissenschaften der Universität Coimbra gelangten. 2023 befanden sich noch immer 29 der Schädel in Coimbra.
Der Herrscher von Laclubar musste nach dem Ende der Revolte sein Amt räumen. Neue Königin (portugiesisch Reinha) wurde Dona Binaek aus der Herrscherfamilie. Sie musste aber Gaspar Soares aus der Herrscherfamilie von Manatuto heiraten, der dann als Regent die tatsächliche Macht im Reich innehatte.
1898 wurde ein portugiesischer Militärposten im Ort Laclubar errichtet. 1905 wurde Funar von den Portugiesen überfallen. Das Kleinreich besaß eine große Büffelherde. Als es sich weigerte, diese zu verkaufen, beschwerte sich der verschmähte Käufer Manuel das Neves bei Gouverneur José Celestino da Silva und dieser schickte eine Strafexpedition gegen die vermeintlichen Rebellen. 800 timoresische Krieger in portugiesischen Dienst kämpften 26 Tage lang, Funar wurde geplündert und verwüstet. Die Überlebenden wurden nach Manatuto verschleppt. Das Territorium Funars wurde auf die benachbarten Reiche aufgeteilt. 1906 wurde in Laclubar eine Telefonstation errichtet.
Aufgrund seiner Vorkommen an Erdöl an der Oberfläche und Erdgas nannte man die Region auch das „Land des ewigen Feuers“. Seit 1884 wurden die Lampen der Kolonialhauptstadt Dilis mit Erdöl aus Laclubar versorgt. Deutsche, britische und australische Firmen forschten ab den 1890er Jahren nach Vorkommen in der Region um Pualaca. Eine britische Firma hatte ab 1910 zeitweise sogar eine dauerhafte Präsenz in der Region.
Schon im Vorfeld der indonesischen Invasion von 1975 war die Bevölkerung Laclubars politisch zerstritten. Hier fanden sich Anhänger aller drei großen Parteien: FRETILIN, UDT und APODETI. Nach dem Einmarsch der Indonesier wurde Laclubar zum Rückzugsgebiet der FALINTIL, der Guerilla der FRETILIN, die gegen die indonesischen Invasoren kämpfte. Es entstand eine base de apoio, eine Widerstandsbasis, die Zuflucht für Flüchtlinge aus Laclubar, Soibada und Manatuto bot. Sie wurde aber später von den Indonesiern zerstört. In den Orten Laclubar, Le'i und der Lafulau gab es Ende 1979 indonesische Sammellager für Osttimoresen, die zur besseren Kontrolle von den Besatzern umgesiedelt werden sollten.

Dom Geraldo Soares und Donna Maria Soares, Herrscher von Laclubar um 1910

1999 kam es im Umfeld des Unabhängigkeitsreferendums auch in Laclubar zu Überfälle durch die Indonesier und osttimoresischen Sympathisanten. In Laclubar wurden mehrere Unabhängigkeitsbefürworter ermordet und der Ort teilweise niedergebrannt. Dasselbe Schicksal ereilte Manelima durch indonesischen Sicherheitskräften in der Nacht vom 24. April 1999. Ein Großteil der in der Besatzungszeit Umgesiedelten kehrte nach der Unabhängigkeit Osttimors 2002 in ihre Heimatregionen zurück. Ein Teil der ehemaligen Bevölkerung Laclubars lebt heute aber im indonesischen Westtimor. Laclubar stand oftmals in Verdacht mit den indonesischen Besatzern zu kollaborieren, da José Abílio Osório Soares, der letzte indonesische Gouverneur Timor Timurs von hier stammt.
Während der Ausschreitungen von 2006 zwischen westlichen Osttimoresen und östlichen Osttimoresen sahen sich die viele Einwohner Laclubars als neutrale Bewohner des „Landes in der Mitte“ (tetum rai klaran).
Herrscher von Laclubar
- Dom Geraldo do Rosario (1854)
- Dona Binaek (1881–1883)
- Dom Gaspar Soares (1881–1883) (Ehemann, aus der Herrscherfamilie von Manatuto)
- Dom Geraldo Soares (1910)
- Dom Vidal Doutel Sarmento (1912–1930)
- João Soares (1930–1940)
- Dona Joana Amaral Sarmento Moniz da Silva (etwa 1945)
- António Moniz da Silva (1952–1975)
- Luis Soares (Herrscher von Fatu-ikun, zur Zeit Bora/Manelima (1954–1975))

## Politik

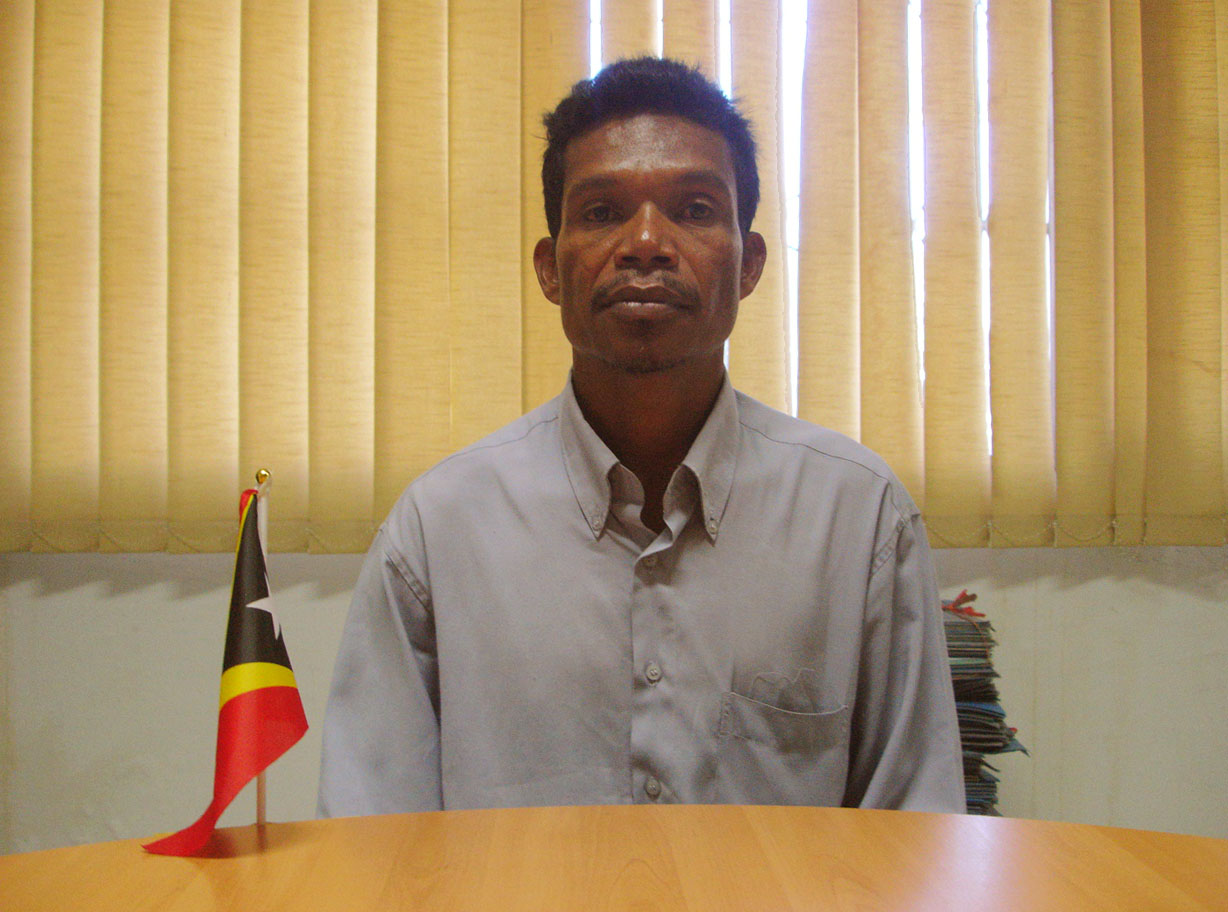
Administrator Rui Soares (2013)

Der Administrator des Verwaltungsamts wird von der Zentralregierung in Dili ernannt. 2009 wurde Agripino S. S. R. Costa zum Administrator ernannt. 2015 hatte das Amt Rui Soares inne und 2016 Natalino M. Carvalho. Am 9. Januar 2024 wurde Ernesto Clementino dos Reis Ferreira Sarmento zum Administrator ernannt, am 23. Januar 2025 war aber Raimundo Soares Administrator Laclubars.

## Kultur
Laclubar ist das Zentrum der Idaté, deren Dialekt zu den austronesischen Idalakasprachen gehören.
Viele Orte, wie Quellen, kleine Höhlen, Steine und Hügel gelten als heilig (idaté: lulik) und sind daher tabu. Im Alltag dürfen sie nicht besucht werden, da dies als gefährlich gilt. Es drohen Wahnsinn und Tod. Die wichtigsten heiligen Orte sind Susuk, ein tiefes Erdloch am Fuß der Berge um Laclubar, und Orlau, eine Quelle im Wald an der Hauptstraße, die ins Ortszentrum führt. In dessen fruchtbaren Umgebung wird Kaffee angebaut und stehen Obstbäume. Obwohl die Mehrheit der Bevölkerung Katholiken sind, sind diese beiden Orte noch heute wichtige Ritualplätze, da sie als Zugänge zur Geisterwelt (idaté: lalamatak) gelten. In Zeremonien wird die Heiligkeit dieser Orte aufgenommen und in die Außenwelt gebracht, zum Beispiel um Kriege zu beenden. Zwar gilt die Heiligkeit zwar als weiblich, wird aber keiner personifizierten Gottheit zugeordnet.
Nach dem Glauben der Bevölkerung kann man an den heiligen Orten den Geistern des Landes (idaté: larek-nain) begegnen. Sie nehmen die Gestalt von Pythons, Aalen oder auch Menschen an. Dies können wunderschöne Frauen, aber auch Ausländer (idaté: malae) mit weißer Haut und roten Haaren sein. „Larek-nain“ kann sowohl der Name der Geister an den heiligen Orten sein, ist aber auch die Bezeichnung für die Urbevölkerung des Landes und ihre Nachkommen, das „Volk des Landes“ oder die „Landbesitzer“. Diese werden immer wieder mit den eigenen Ahnen (idaté: luli’ain) gleichgesetzt. Eigentlich wird zwischen Geister, Ahnen und Heiligkeit unterschieden, aber in Zeremonien verschmelzen oft diese drei Ebenen. Die Präsenz dieser drei Erscheinungsformen macht nach dem einheimischen Glauben die Kraft des Landes aus.

## Wirtschaft
71 % der Haushalte in Laclubar bauen Maniok an, 73 % Mais, 63 % Kaffee, 60 % Gemüse, 23 % Kokosnüsse und 8 % Reis. Die Region ist auch bekannt für ihren Palmwein, der auf dem Sonntagsmarkt in Laclubar verkauft wird. Im Südwesten finden sich kleine Vorkommen an Chrom, im Süden bei Pualaca Erdöl und Erdgas.
Die meisten Ortschaften sind mit dem Auto nicht erreichbar und schwere Regenfälle können sie endgültig von der Außenwelt abschneiden.